# Dwars door het Hageland 2023
Dwars door het Hageland 2023 er den 18. udgave af det belgiske cykelløb Dwars door het Hageland. Det 177 km lange linjeløb bliver kørt den 10. juni 2023 med start i Aarschot og mål i Diest. Løbet er en del af UCI ProSeries 2023 og Lotto Cycling Cup.

## Resultat
| \| Samlede stilling \| Samlede stilling \| Samlede stilling \| Samlede stilling \| Samlede stilling \| \| Rytter \| Rytter \| Hold \| Tid \| \| \| ---------------- \| ------------------ \| ------------------------ \| ---------------- \| ---------------- \| \| 1. \| Rasmus Tiller \| Uno-X Pro Cycling Team \| 4t 09' 02" \| \| \| 2. \| Stan Van Tricht \| Soudal Quick-Step \| + 0" \| \| \| 3. \| Florian Vermeersch \| Lotto Dstny \| + 0" \| \| \| 4. \| Yves Lampaert \| Soudal Quick-Step \| + 10" \| \| \| 5. \| Simon Clarke \| Israel-Premier Tech \| + 10" \| \| \| 6. \| Loïc Vliegen \| Intermarché-Circus-Wanty \| + 19" \| \| \| 7. \| Søren Wærenskjold \| Uno-X Pro Cycling Team \| + 26" \| \| \| 8. \| Jenthe Biermans \| Arkéa-Samsic \| + 28" \| \| \| 9. \| Tom Van Asbroeck \| Israel-Premier Tech \| + 28" \| \| \| 10. \| Matyáš Kopecký \| Team Novo Nordisk \| + 28" \| \| |                    |                          |            |
| |                    |                          |            |
| Kilde: ProCyclingStats |                    |                          |            |
| Samlede stilling |                    |                          |            |
| Rytter | Rytter             | Hold                     | Tid        |
| 1. | Rasmus Tiller      | Uno-X Pro Cycling Team   | 4t 09' 02" |
| 2. | Stan Van Tricht    | Soudal Quick-Step        | + 0"       |
| 3. | Florian Vermeersch | Lotto Dstny              | + 0"       |
| 4. | Yves Lampaert      | Soudal Quick-Step        | + 10"      |
| 5. | Simon Clarke       | Israel-Premier Tech      | + 10"      |
| 6. | Loïc Vliegen       | Intermarché-Circus-Wanty | + 19"      |
| 7. | Søren Wærenskjold  | Uno-X Pro Cycling Team   | + 26"      |
| 8. | Jenthe Biermans    | Arkéa-Samsic             | + 28"      |
| 9. | Tom Van Asbroeck   | Israel-Premier Tech      | + 28"      |
| 10. | Matyáš Kopecký     | Team Novo Nordisk        | + 28"      |

## Hold og ryttere
| UCI WorldTeams (5)- Alpecin-Deceuninck - Cofidis - Intermarché-Circus-Wanty - Soudal Quick-Step - Arkéa-Samsic UCI ProTeams (6)- Bolton Equities Black Spoke Pro Cycling - Israel-Premier Tech - Lotto Dstny - Team Flanders-Baloise - Team Novo Nordisk - Uno-X Pro Cycling Team UCI Kontinentalhold (4)- À Bloc CT - Baloise Trek Lions - Tarteletto-Isorex - Volkerwessels Cycling Team |
| |

### Danske ryttere
| Danske ryttere på startlisten |        |      |           |
| Rygnummer                     | Rytter | Hold | Placering |

* DNS = stillede ikke til start

* DNF = gennemførte ikke

### Startliste
| Alpecin-Deceuninck ADC | Alpecin-Deceuninck ADC     | Alpecin-Deceuninck ADC |
| ---------------------- | -------------------------- | ---------------------- |
| Nr.                    | Rytter                     | Placering              |
| 1                      | Mathieu van der Poel (NED) | 13.                    |
| 2                      | Dries De Bondt (BEL)       | DNF                    |
| 3                      | Maurice Ballerstedt (GER)  | DNF                    |
| 4                      | Timo Kielich (BEL)         | 22.                    |
| 6                      | Axel Laurance (FRA)        | DNF                    |
| 7                      | Gianni Vermeersch (BEL)    | 26.                    |

| Intermarché-Circus-Wanty ICW | Intermarché-Circus-Wanty ICW | Intermarché-Circus-Wanty ICW |
| ---------------------------- | ---------------------------- | ---------------------------- |
| Nr.                          | Rytter                       | Placering                    |
| 11                           | Sven Erik Bystrøm (NOR)      | DNF                          |
| 12                           | Aimé De Gendt (BEL)          | DNF                          |
| 13                           | Arne Marit (BEL)             | DNF                          |
| 14                           | Baptiste Planckaert (BEL)    | DNF                          |
| 15                           | Laurenz Rex (BEL)            | DNF                          |
| 16                           | Laurens Huys (BEL)           | 16.                          |
| 17                           | Loïc Vliegen (BEL)           | 6.                           |

| Soudal Quick-Step SOQ | Soudal Quick-Step SOQ | Soudal Quick-Step SOQ |
| --------------------- | --------------------- | --------------------- |
| Nr.                   | Rytter                | Placering             |
| 21                    | Yves Lampaert (BEL)   | 4.                    |
| 22                    | Casper Pedersen (DEN) | 17.                   |
| 23                    | Jannik Steimle (GER)  | DNF                   |
| 24                    | Tim Declercq (BEL)    | 18.                   |
| 25                    | Stan Van Tricht (BEL) | 2.                    |
| 26                    | Michael Mørkøv (DEN)  | DNF                   |
| 27                    | Louis Vervaeke (BEL)  | DNF                   |

| Cofidis COF | Cofidis COF              | Cofidis COF |
| ----------- | ------------------------ | ----------- |
| Nr.         | Rytter                   | Placering   |
| 31          | André Carvalho (POR)     | 23.         |
| 32          | Davide Cimolai (ITA)     | DNF         |
| 33          | Alexandre Delettre (FRA) | DNF         |
| 34          | Simone Consonni (ITA)    | 21.         |
| 35          | Wesley Kreder (NED)      | DNF         |
| 37          | Jelle Wallays (BEL)      | DNF         |

| Lotto Dstny LTD | Lotto Dstny LTD          | Lotto Dstny LTD |
| --------------- | ------------------------ | --------------- |
| Nr.             | Rytter                   | Placering       |
| 41              | Frederik Frison (BEL)    | 14.             |
| 42              | Sébastien Grignard (BEL) | DNF             |
| 43              | Jarne Van De Paar (BEL)  | DNF             |
| 44              | Arjen Livyns (BEL)       | DNF             |
| 45              | Mathijs Paasschens (NED) | 20.             |
| 46              | Liam Slock (BEL)         | DNF             |
| 47              | Florian Vermeersch (BEL) | 3.              |

| Arkéa-Samsic ARK | Arkéa-Samsic ARK         | Arkéa-Samsic ARK |
| ---------------- | ------------------------ | ---------------- |
| Nr.              | Rytter                   | Placering        |
| 51               | Jenthe Biermans (BEL)    | 8.               |
| 52               | David Dekker (NED)       | DNF              |
| 53               | Hugo Hofstetter (FRA)    | 15.              |
| 54               | Thibault Guernalec (FRA) | DNF              |
| 55               | Laurent Pichon (FRA)     | DNF              |
| 56               | Alan Riou (FRA)          | DNF              |
| 57               | Clément Russo (FRA)      | DNF              |

| Bolton Equities Black Spoke Pro Cycling BEB | Bolton Equities Black Spoke Pro Cycling BEB | Bolton Equities Black Spoke Pro Cycling BEB |
| ------------------------------------------- | ------------------------------------------- | ------------------------------------------- |
| Nr.                                         | Rytter                                      | Placering                                   |
| 61                                          | Josh Burnett (NZL)                          | DNF                                         |
| 62                                          | Ryan Christensen (NZL)                      | DNF                                         |
| 63                                          | James Fouché (NZL)                          | DNF                                         |
| 64                                          | Thomas Sexton (NZL)                         | DNF                                         |
| 65                                          | Jacob Scott (GBR)                           | 27.                                         |
| 66                                          | Ollie Jones (NZL)                           | DNF                                         |
| 67                                          | Paul Wright (NZL)                           | DNF                                         |

| Israel-Premier Tech IPT | Israel-Premier Tech IPT | Israel-Premier Tech IPT |
| ----------------------- | ----------------------- | ----------------------- |
| Nr.                     | Rytter                  | Placering               |
| 71                      | Sep Vanmarcke (BEL)     | DNF                     |
| 72                      | Omer Goldstein (ISR)    | DNF                     |
| 73                      | Giacomo Nizzolo (ITA)   | DNF                     |
| 74                      | Itamar Einhorn (ISR)    | DNF                     |
| 75                      | Tom Van Asbroeck (BEL)  | 9.                      |
| 76                      | Simon Clarke (AUS)      | 5.                      |
| 77                      | Oded Kogut (ISR)        | DNF                     |

| Team Flanders-Baloise TFB | Team Flanders-Baloise TFB | Team Flanders-Baloise TFB |
| ------------------------- | ------------------------- | ------------------------- |
| Nr.                       | Rytter                    | Placering                 |
| 81                        | Ruben Apers (BEL)         | DNF                       |
| 82                        | Vito Braet (BEL)          | DNF                       |
| 83                        | Alex Colman (BEL)         | 24.                       |
| 84                        | Sander De Pestel (BEL)    | 11.                       |
| 85                        | Lindsay De Vylder (BEL)   | DNF                       |
| 86                        | Vincent Van Hemelen (BEL) | DNF                       |
| 87                        | Ward Vanhoof (BEL)        | DNF                       |

| Team Novo Nordisk TNN | Team Novo Nordisk TNN | Team Novo Nordisk TNN |
| --------------------- | --------------------- | --------------------- |
| Nr.                   | Rytter                | Placering             |
| 91                    | Hamish Beadle (NZL)   | DNF                   |
| 92                    | Declan Irvine (AUS)   | DNF                   |
| 93                    | Matyáš Kopecký (CZE)  | 10.                   |
| 94                    | Péter Kusztor (HUN)   | DNF                   |
| 95                    | Andrea Peron (ITA)    | DNF                   |
| 96                    | Umberto Poli (ITA)    | DNF                   |
| 97                    | Filippo Ridolfo (ITA) | DNF                   |

| Uno-X Pro Cycling Team UXT | Uno-X Pro Cycling Team UXT     | Uno-X Pro Cycling Team UXT |
| -------------------------- | ------------------------------ | -------------------------- |
| Nr.                        | Rytter                         | Placering                  |
| 101                        | Alexander Kristoff (NOR)       | 19.                        |
| 102                        | Louis Bendixen (DEN)           | DNF                        |
| 103                        | William Blume Levy (DEN)       | DNF                        |
| 104                        | Jonas Abrahamsen (NOR)         | DNF                        |
| 105                        | Erik Nordsæter Resell (NOR)    | 12.                        |
| 106                        | Rasmus Tiller (NOR) (landevej) | 1.                         |
| 107                        | Søren Wærenskjold (NOR)        | 7.                         |

| Baloise Trek Lions TBL | Baloise Trek Lions TBL  | Baloise Trek Lions TBL |
| ---------------------- | ----------------------- | ---------------------- |
| Nr.                    | Rytter                  | Placering              |
| 112                    | David Haverdings (NED)  | DNF                    |
| 114                    | Dietmar Ledegen (BEL)   | DNF                    |
| 115                    | Daan Mariën (BEL)       | DNF                    |
| 116                    | Joris Nieuwenhuis (NED) | DNF                    |
| 117                    | Pim Ronhaar (NED)       | 25.                    |

| À Bloc CT ABC | À Bloc CT ABC             | À Bloc CT ABC |
| ------------- | ------------------------- | ------------- |
| Nr.           | Rytter                    | Placering     |
| 121           | Stijn Appel (NED)         | DNF           |
| 122           | Nils Sinschek (NED)       | DNF           |
| 123           | Otto van Zanden (NED)     | DNF           |
| 124           | Luuk Herben (NED)         | DNF           |
| 125           | Callum MacLeod (GBR)      | 28.           |
| 126           | Frank van den Broek (NED) | DNF           |

| Tarteletto-Isorex TIS | Tarteletto-Isorex TIS       | Tarteletto-Isorex TIS |
| --------------------- | --------------------------- | --------------------- |
| Nr.                   | Rytter                      | Placering             |
| 131                   | Timothy Dupont (BEL)        | DNF                   |
| 132                   | Jonas Geens (BEL)           | DNF                   |
| 133                   | Brent Van De Kerkhove (BEL) | DNF                   |
| 134                   | Andreas Goeman (BEL)        | DNF                   |
| 135                   | Thomas Joseph (BEL)         | DNF                   |
| 136                   | Jacob Relaes (BEL)          | DNF                   |
| 137                   | Mauro Verwilt (BEL)         | DNF                   |

| VolkerWessels Cycling Team VWE | VolkerWessels Cycling Team VWE  | VolkerWessels Cycling Team VWE |
| ------------------------------ | ------------------------------- | ------------------------------ |
| Nr.                            | Rytter                          | Placering                      |
| 141                            | Rindert Buiter (NED)            | DNF                            |
| 142                            | Zak Coleman (GBR)               | DNF                            |
| 143                            | Jasper Haest (NED)              | DNF                            |
| 144                            | Jente Klaver (NED)              | DNF                            |
| 145                            | Daan van Sintmaartensdijk (NED) | DNF                            |
| 146                            | Peter Schulting (NED)           | DNF                            |
| 147                            | Thimo Willems (BEL)             | DNF                            |

| Alpecin-Deceuninck ADC | Alpecin-Deceuninck ADC     | Alpecin-Deceuninck ADC |
| ---------------------- | -------------------------- | ---------------------- |
| Nr.                    | Rytter                     | Placering              |
| 1                      | Mathieu van der Poel (NED) | 13.                    |
| 2                      | Dries De Bondt (BEL)       | DNF                    |
| 3                      | Maurice Ballerstedt (GER)  | DNF                    |
| 4                      | Timo Kielich (BEL)         | 22.                    |
| 6                      | Axel Laurance (FRA)        | DNF                    |
| 7                      | Gianni Vermeersch (BEL)    | 26.                    |

| Intermarché-Circus-Wanty ICW | Intermarché-Circus-Wanty ICW | Intermarché-Circus-Wanty ICW |
| ---------------------------- | ---------------------------- | ---------------------------- |
| Nr.                          | Rytter                       | Placering                    |
| 11                           | Sven Erik Bystrøm (NOR)      | DNF                          |
| 12                           | Aimé De Gendt (BEL)          | DNF                          |
| 13                           | Arne Marit (BEL)             | DNF                          |
| 14                           | Baptiste Planckaert (BEL)    | DNF                          |
| 15                           | Laurenz Rex (BEL)            | DNF                          |
| 16                           | Laurens Huys (BEL)           | 16.                          |
| 17                           | Loïc Vliegen (BEL)           | 6.                           |

| Soudal Quick-Step SOQ | Soudal Quick-Step SOQ | Soudal Quick-Step SOQ |
| --------------------- | --------------------- | --------------------- |
| Nr.                   | Rytter                | Placering             |
| 21                    | Yves Lampaert (BEL)   | 4.                    |
| 22                    | Casper Pedersen (DEN) | 17.                   |
| 23                    | Jannik Steimle (GER)  | DNF                   |
| 24                    | Tim Declercq (BEL)    | 18.                   |
| 25                    | Stan Van Tricht (BEL) | 2.                    |
| 26                    | Michael Mørkøv (DEN)  | DNF                   |
| 27                    | Louis Vervaeke (BEL)  | DNF                   |

| Cofidis COF | Cofidis COF              | Cofidis COF |
| ----------- | ------------------------ | ----------- |
| Nr.         | Rytter                   | Placering   |
| 31          | André Carvalho (POR)     | 23.         |
| 32          | Davide Cimolai (ITA)     | DNF         |
| 33          | Alexandre Delettre (FRA) | DNF         |
| 34          | Simone Consonni (ITA)    | 21.         |
| 35          | Wesley Kreder (NED)      | DNF         |
| 37          | Jelle Wallays (BEL)      | DNF         |

| Lotto Dstny LTD | Lotto Dstny LTD          | Lotto Dstny LTD |
| --------------- | ------------------------ | --------------- |
| Nr.             | Rytter                   | Placering       |
| 41              | Frederik Frison (BEL)    | 14.             |
| 42              | Sébastien Grignard (BEL) | DNF             |
| 43              | Jarne Van De Paar (BEL)  | DNF             |
| 44              | Arjen Livyns (BEL)       | DNF             |
| 45              | Mathijs Paasschens (NED) | 20.             |
| 46              | Liam Slock (BEL)         | DNF             |
| 47              | Florian Vermeersch (BEL) | 3.              |

| Arkéa-Samsic ARK | Arkéa-Samsic ARK         | Arkéa-Samsic ARK |
| ---------------- | ------------------------ | ---------------- |
| Nr.              | Rytter                   | Placering        |
| 51               | Jenthe Biermans (BEL)    | 8.               |
| 52               | David Dekker (NED)       | DNF              |
| 53               | Hugo Hofstetter (FRA)    | 15.              |
| 54               | Thibault Guernalec (FRA) | DNF              |
| 55               | Laurent Pichon (FRA)     | DNF              |
| 56               | Alan Riou (FRA)          | DNF              |
| 57               | Clément Russo (FRA)      | DNF              |

| Bolton Equities Black Spoke Pro Cycling BEB | Bolton Equities Black Spoke Pro Cycling BEB | Bolton Equities Black Spoke Pro Cycling BEB |
| ------------------------------------------- | ------------------------------------------- | ------------------------------------------- |
| Nr.                                         | Rytter                                      | Placering                                   |
| 61                                          | Josh Burnett (NZL)                          | DNF                                         |
| 62                                          | Ryan Christensen (NZL)                      | DNF                                         |
| 63                                          | James Fouché (NZL)                          | DNF                                         |
| 64                                          | Thomas Sexton (NZL)                         | DNF                                         |
| 65                                          | Jacob Scott (GBR)                           | 27.                                         |
| 66                                          | Ollie Jones (NZL)                           | DNF                                         |
| 67                                          | Paul Wright (NZL)                           | DNF                                         |

| Israel-Premier Tech IPT | Israel-Premier Tech IPT | Israel-Premier Tech IPT |
| ----------------------- | ----------------------- | ----------------------- |
| Nr.                     | Rytter                  | Placering               |
| 71                      | Sep Vanmarcke (BEL)     | DNF                     |
| 72                      | Omer Goldstein (ISR)    | DNF                     |
| 73                      | Giacomo Nizzolo (ITA)   | DNF                     |
| 74                      | Itamar Einhorn (ISR)    | DNF                     |
| 75                      | Tom Van Asbroeck (BEL)  | 9.                      |
| 76                      | Simon Clarke (AUS)      | 5.                      |
| 77                      | Oded Kogut (ISR)        | DNF                     |

| Team Flanders-Baloise TFB | Team Flanders-Baloise TFB | Team Flanders-Baloise TFB |
| ------------------------- | ------------------------- | ------------------------- |
| Nr.                       | Rytter                    | Placering                 |
| 81                        | Ruben Apers (BEL)         | DNF                       |
| 82                        | Vito Braet (BEL)          | DNF                       |
| 83                        | Alex Colman (BEL)         | 24.                       |
| 84                        | Sander De Pestel (BEL)    | 11.                       |
| 85                        | Lindsay De Vylder (BEL)   | DNF                       |
| 86                        | Vincent Van Hemelen (BEL) | DNF                       |
| 87                        | Ward Vanhoof (BEL)        | DNF                       |

| Team Novo Nordisk TNN | Team Novo Nordisk TNN | Team Novo Nordisk TNN |
| --------------------- | --------------------- | --------------------- |
| Nr.                   | Rytter                | Placering             |
| 91                    | Hamish Beadle (NZL)   | DNF                   |
| 92                    | Declan Irvine (AUS)   | DNF                   |
| 93                    | Matyáš Kopecký (CZE)  | 10.                   |
| 94                    | Péter Kusztor (HUN)   | DNF                   |
| 95                    | Andrea Peron (ITA)    | DNF                   |
| 96                    | Umberto Poli (ITA)    | DNF                   |
| 97                    | Filippo Ridolfo (ITA) | DNF                   |

| Uno-X Pro Cycling Team UXT | Uno-X Pro Cycling Team UXT     | Uno-X Pro Cycling Team UXT |
| -------------------------- | ------------------------------ | -------------------------- |
| Nr.                        | Rytter                         | Placering                  |
| 101                        | Alexander Kristoff (NOR)       | 19.                        |
| 102                        | Louis Bendixen (DEN)           | DNF                        |
| 103                        | William Blume Levy (DEN)       | DNF                        |
| 104                        | Jonas Abrahamsen (NOR)         | DNF                        |
| 105                        | Erik Nordsæter Resell (NOR)    | 12.                        |
| 106                        | Rasmus Tiller (NOR) (landevej) | 1.                         |
| 107                        | Søren Wærenskjold (NOR)        | 7.                         |

| Baloise Trek Lions TBL | Baloise Trek Lions TBL  | Baloise Trek Lions TBL |
| ---------------------- | ----------------------- | ---------------------- |
| Nr.                    | Rytter                  | Placering              |
| 112                    | David Haverdings (NED)  | DNF                    |
| 114                    | Dietmar Ledegen (BEL)   | DNF                    |
| 115                    | Daan Mariën (BEL)       | DNF                    |
| 116                    | Joris Nieuwenhuis (NED) | DNF                    |
| 117                    | Pim Ronhaar (NED)       | 25.                    |

| À Bloc CT ABC | À Bloc CT ABC             | À Bloc CT ABC |
| ------------- | ------------------------- | ------------- |
| Nr.           | Rytter                    | Placering     |
| 121           | Stijn Appel (NED)         | DNF           |
| 122           | Nils Sinschek (NED)       | DNF           |
| 123           | Otto van Zanden (NED)     | DNF           |
| 124           | Luuk Herben (NED)         | DNF           |
| 125           | Callum MacLeod (GBR)      | 28.           |
| 126           | Frank van den Broek (NED) | DNF           |

| Tarteletto-Isorex TIS | Tarteletto-Isorex TIS       | Tarteletto-Isorex TIS |
| --------------------- | --------------------------- | --------------------- |
| Nr.                   | Rytter                      | Placering             |
| 131                   | Timothy Dupont (BEL)        | DNF                   |
| 132                   | Jonas Geens (BEL)           | DNF                   |
| 133                   | Brent Van De Kerkhove (BEL) | DNF                   |
| 134                   | Andreas Goeman (BEL)        | DNF                   |
| 135                   | Thomas Joseph (BEL)         | DNF                   |
| 136                   | Jacob Relaes (BEL)          | DNF                   |
| 137                   | Mauro Verwilt (BEL)         | DNF                   |

| VolkerWessels Cycling Team VWE | VolkerWessels Cycling Team VWE  | VolkerWessels Cycling Team VWE |
| ------------------------------ | ------------------------------- | ------------------------------ |
| Nr.                            | Rytter                          | Placering                      |
| 141                            | Rindert Buiter (NED)            | DNF                            |
| 142                            | Zak Coleman (GBR)               | DNF                            |
| 143                            | Jasper Haest (NED)              | DNF                            |
| 144                            | Jente Klaver (NED)              | DNF                            |
| 145                            | Daan van Sintmaartensdijk (NED) | DNF                            |
| 146                            | Peter Schulting (NED)           | DNF                            |
| 147                            | Thimo Willems (BEL)             | DNF                            |